# Éric Cérase
Éric Cérase, né le 15 janvier 1970 à Avignon, dans le Vaucluse, est un joueur français de basket-ball. Il évolue au poste de meneur.